# Skinhead Rob
Skinhead Rob, de son vrai nom Rob Aston, né à Fresno en Californie, est un rappeur américain. Il est membre des groupes The Transplants et d'Expensive Taste,. Il évolue actuellement dans une nouvelle formation, qui comprend le DJ Paul Wall et Travis Barker, appelée Expensive Taste.

## Biographie
Il commence sa carrière comme roadie pour des groupes de punk Rancid et AFI, avant que Tim Armstrong ne le contacte pour poser sa voix sur son nouveau projet, The Transplants (en compagnie de Travis Barker). Lors d'un entretien, il explique : « Je me suis lancé comme roadie pour AFI il y a longtemps. Les meilleures années de ma vie, je les ai passées avec d'autres groupes sur la route. Je prévoyais pas faire partie d'un groupe. J'ai rencontré Tim et les mecs de Rancid grâce à AFI et c'est comme ça que Tim et moi sommes devenus amis. » Il explique également qu'AFI est son tout premier groupe.
En 2003, il participe à l’album Indestructible de Rancid en rappant sur la chanson Red Hot Moon. Il compose aux côtés de Yelawolf, Travis Barker et Tim Armstrong, le titre Push Em publié à la fin de septembre 2012. La chanson est publiée avant leur album collaboratif Psycho White.
Au début de 2015, lui et Armstrong annoncent la formation d'un nouveau groupe. Rob annonce sur son compte Facebook et Twitter : « Nouveau groupe en émergence. John John Jesse, Roy Mayorga, Vic Venom, Tim Armstrong, et moi. #ZERSTÖREN. » Ils ne donnent aucun détail supplémentaire quant au nom du groupe.

## Discographie

### Singles collaboratifs
- Ay Kay de Strong Arm Steady
- Airforces de Strong Arm Steady
- Red Hot Moon de Rancid
- Satanic Shamrocks de Danny Diablo, Big Left, Danny Boy et Slaine
- Switchblade de Lars Frederiksen and the Bastards
- Late Night Creepin' de Bun B
- Pop One of These de Paul Wall et Too Short
- Mechanix de Danny Diablo en featuring avec Necro
- Chthonian de Prayers